# Jekatierina Ubijennych
Jekatierina Władimirowna Ubijennych, ros. Екатерина Владимировна Убиенных (ur. 22 lutego 1983 w Krasnojarsku) – rosyjska szachistka, mistrzyni międzynarodowa od 2004 roku.

## Kariera szachowa
W 1999 r. zdobyła tytuł mistrzyni Rosji juniorek w kategorii do 16 lat oraz reprezentowała narodowe barwy na rozegranych w Oropesa del Mar mistrzostwach świata juniorek do 16 lat, zdobywając brązowy medal. W 2001 r. zdobyła złoty medal mistrzostw Rosji juniorek do 20 lat, a na mistrzostwach świata juniorek do 20 lat w Goa zajęła VI miejsce.
Normy na tytuł mistrzyni międzynarodowej wypełniła w 2002 r. na turniejach w Nowosybirsku (I m.) i Sierpuchowie (dz. I m. wspólnie z Jewgieniją Czasownikową i Tatianą Kononenko) oraz podczas mistrzostw świata juniorek do 20 lat w Goa. W 2003 r. zwyciężyła (wspólnie z Ludmiłą Zajcewą) w otwartym turnieju w Petersburgu oraz zajęła II m. (za Kateriną Rohonyan) w Sierpuchowie. W 2006 r. zwyciężyła w Nowokuźniecku oraz Krasnojarsku, w 2008 r. ponownie zajęła I m. w Nowokuźniecku, natomiast w 2010 r. zwyciężyła w memoriale Konstantina Suchariewa w Nowosybirsku.
Najwyższy ranking w dotychczasowej karierze osiągnęła 1 sierpnia 2012 r., z wynikiem 2367 punktów dzieliła wówczas 91. miejsce na światowej liście FIDE, jednocześnie zajmując 16. miejsce wśród rosyjskich szachistek.